# Lac Tathlina
Le lac Tathlina est un lac peu profond situé dans les Territoires du Nord-Ouest au Canada. Il s'agit du 15e plus grand lac du territoire. De 1953 à 2000, il était utilisé pour la pêche commerciale du Doré jaune (Sander vitreus).